# BMW・M1
M1は、ドイツの自動車メーカー、BMWがかつて製造・販売していたスーパーカーである。

## 概要
1976年、BMWモータースポーツ（現BMW M）は、当時ポルシェ・934/935の独擅場だった国際自動車連盟（FIA）のグループ4規定およびグループ5（シルエットフォーミュラ）規定を制するために、E-26の開発を始めた。
当初想定されていた自社製のV型12気筒 4.5 Lエンジンは、大きく重くエコロジーとも無縁であったため、オイルショックの世論に反するものとして採用は見送られた。その代わりとして、ヨーロッパツーリングカー選手権用に開発された排気量3,453 cc 直列6気筒DOHCのM88エンジンが、クーゲルフィッシャーの機械式インジェクションと組み合わせられて採用された。このユニットは先述のV12よりもボアが大きいため長大であり、その結果としてホイールベースの延長という弊害をもたらしたが、潤滑系統にドライサンプ方式を採用することによりエンジンの搭載位置を大幅に下げ、重心を低くすることを可能とした。そのためクランクシャフトの中心は地上から185 mmに設定されている。圧縮比9.0で277馬力/6,500 rpmの公道仕様、圧縮比11.5で470馬力/9,000 rpmのグループ4仕様、排気量を3,153 ccに減じKKK製ターボを装備した850馬力/9,000 rpmのグループ5仕様が用意された。
ボディデザインはジョルジェット・ジウジアーロが率いるイタルデザインに依頼され、イタルデザインは、1972年にBMW・2002用の直列4気筒ターボをミッドシップに搭載し、BMWミュンヘン博物館の開館記念で製作されたBMWターボのフロント部分のデザインを取り入れた。
BMWではミッドシップは全くの未経験であったため、開発とシャシ関連の製造はランボルギーニに委託されることになった。開発はジャンパオロ・ダラーラが担当している。シャシは角形鋼管で形成されたマルケージ製セミスペースフレームを採用し、全ての応力を強靭なフレームのみで受け止める構造となっており、応力のかからない外板は全てFRP製で、ボルトオンと接着を併用して取り付けられている。
ランボルギーニによる開発は順調に進み、1977年夏には最初の試作車が走行した。

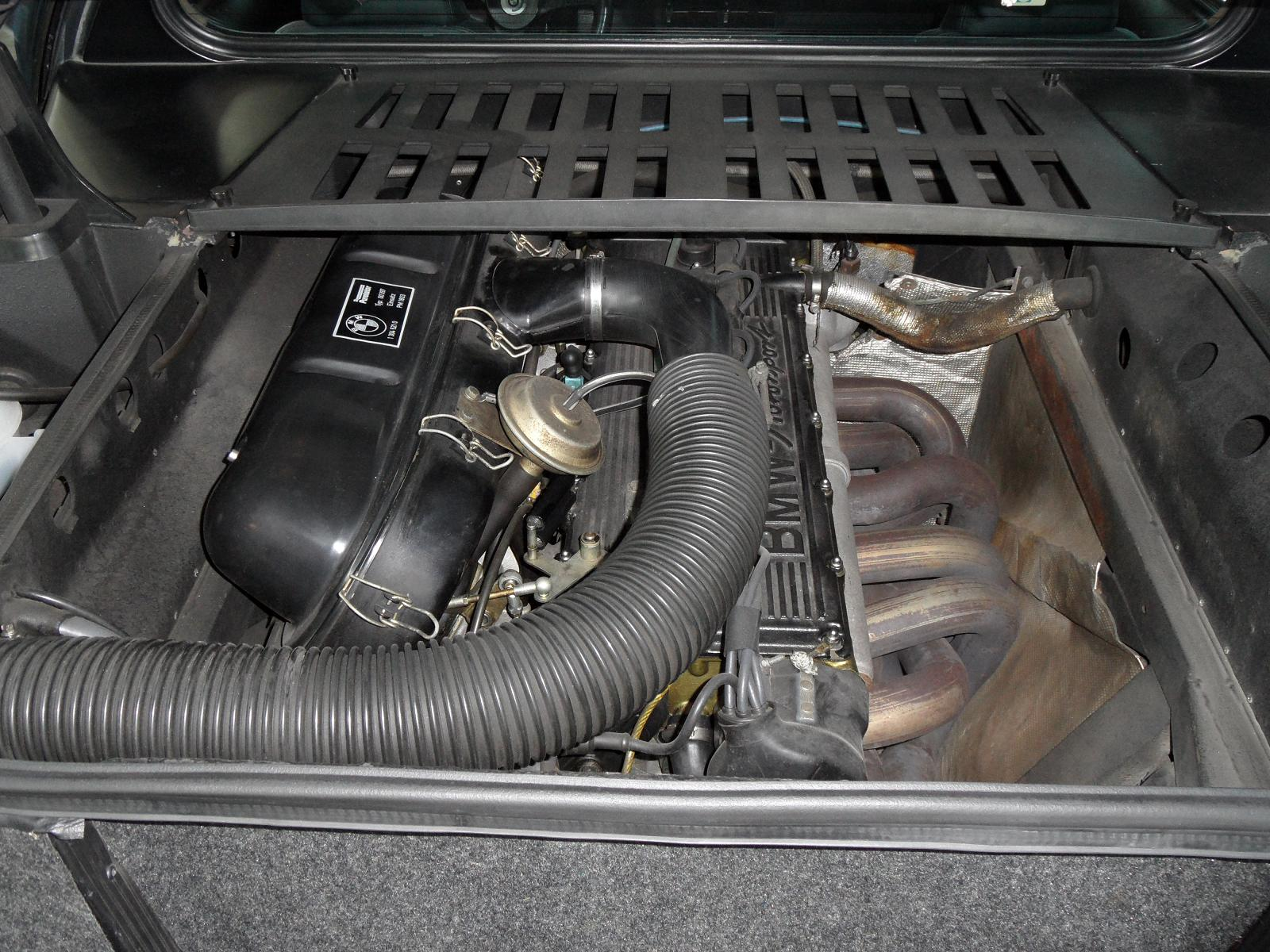
エンジン
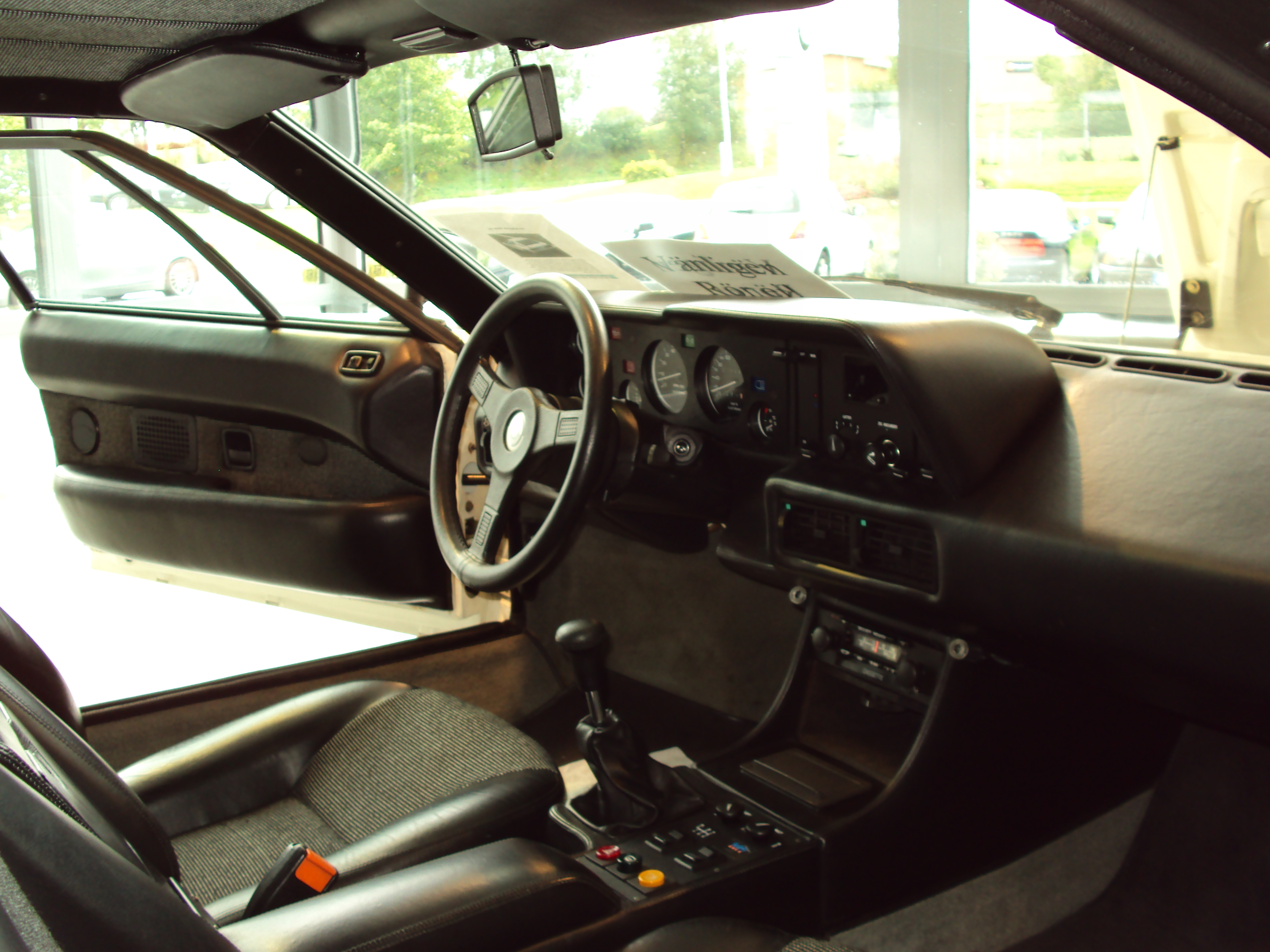
インテリア
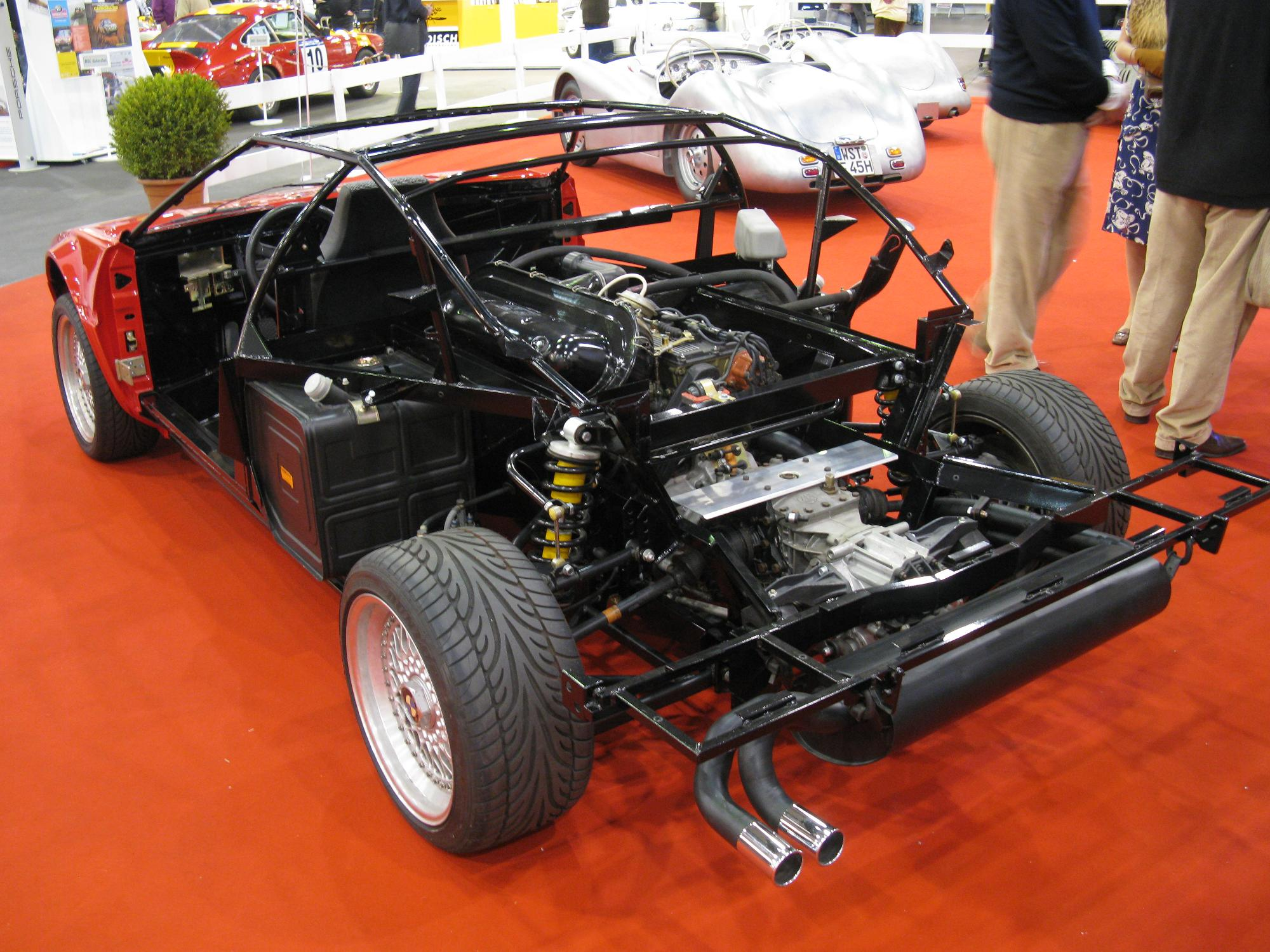
内部構造

## 生産に至るまで

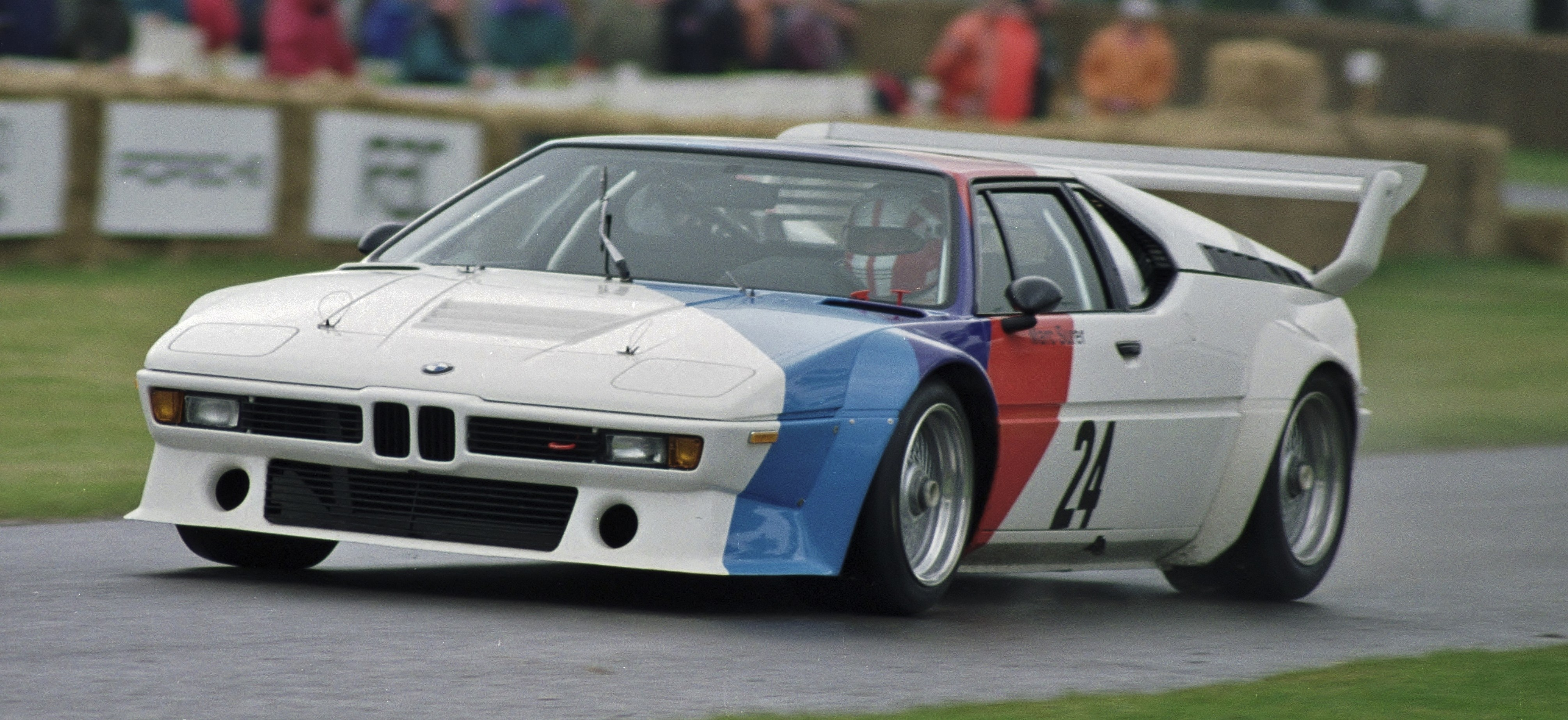
レース用のBMW M1

ランボルギーニはシャシの製造に着手したが、その作業ペースは非常に遅いものであった。この事態を打開するため、BMWはランボルギーニの買収を検討するも、下請業者がBMWの傘下に入ることを拒否したために頓挫。1978年4月にはランボルギーニとの提携は解消され、シュトゥットガルトのバウアに委託先が変更された。ボディの生産に関してはイタルデザインの拠点であるイタリアにシャシを送り、FRP外板の取り付けおよび塗装を行った上で、最終的にBMWモータースポーツによってサスペンションやブレーキ関連の組み付けが行われ、1978年秋のパリサロンにBMW・M1として発表された。
しかし、この複雑な生産工程もやはり効率が悪く、わずか週2台に設定されていた生産ペースは遅れに遅れ、月3台前後がやっとという有様だった。グループ4の参戦条項である「連続する24か月間に400台の生産」（当時）にははるかに及ばず、レースに出ないまま終わってしまうことを危惧したBMWはワンメイクレースの「プロカー・レース」を企画し、1979年途中から1980年末に掛けてフォーミュラ1のサポートレースとして開催され、ニキ・ラウダやネルソン・ピケなど、当時のトップクラスのF1ドライバーが参戦し、一定の成功を収めた。
それまでシャシの製造のみを担当していたバウアに最終工程の一部も負担させ、1980年暮れに当初の目標であった400台目がラインオフした。「連続する24か月間」という条件を特別に免除され1981年以降のグループ4参戦を認められたが、1982年には車両規定改正によるカテゴリの見直しにより、従来のグループ1から9までのカテゴリ分けは、グループAからF・N・Tへと刷新されることとなり、M1はグループBとしてルマン24時間レースに1986年まで参戦し続けたものの、プロトタイプカーであるグループCの影に隠れてしまった。
1982年シーズンには、BMWフランスによってグループBラリー仕様に改造された。このマシンは1983年シーズンもキャンペーンに使用されたが、1984年シーズンはモチュールのプライベーター・チームが単独で参戦した。1984年シーズンはM1にとって最も成功したシーズンとなり、元ヨーロッパラリー選手権（ERC）チャンピオンのベルナール・ベガンが、ラリー・ド・ラ・バウルとラリー・ド・ロレーヌで連勝、4カ月後のラリー・ダンティーブではERCでの表彰台を獲得した。1984年以降、このマシンのキャンペーンは行われなかった。
BMWのモータースポーツ活動は当初の意気込みとは裏腹に短命に終わった。総生産台数は477台である。

## その他
ポップアートの旗手として知られるアメリカ人芸術家のアンディ・ウォーホルが初めて実車に、それも直接自らの手でペイントしたアートカーがM1であった。当時BMWのアートカーを積極的にレースに用いていたフランスのレーシングドライバー、エルヴェ・プーランの依頼によりこの企画は実現した。わずか28分の間に6 kgの塗料を用いて完成され、世界に唯一の存在となったこの車は、1979年のル・マン24時間レースにプーラン、マンフレッド・ヴィンケルホック、マルセル・ミニョーのドライブで参戦。総合6位・IMSA-GTXクラスで2位という好成績を収めた。レース中には何度か他車と接触しているが、ウォーホルはこれの予備のパーツにも塗装を行っていた。
2022年11月、イタリア・ミラノの美術館に展示されていたこの個体に対し、環境保護活動団体が8 kgの小麦粉を撒き散らすという行為に及んだ。